# Wielka Brytania na Mistrzostwach Świata w Lekkoatletyce 2015
Wielka Brytania na Mistrzostwach Świata w Lekkoatletyce 2015 – reprezentacja Wielkiej Brytanii podczas Mistrzostw Świata w Pekinie liczyła 64 zawodników.

## Występy reprezentantów Wielkiej Brytanii

### Mężczyźni

#### Konkurencje biegowe
| Konkurencja                | Zawodnik                                                                                     | Runda 1      | Runda 1 | Półfinał   | Półfinał | Finał        | Finał   |
| Konkurencja                | Zawodnik                                                                                     | Rezultat     | Pozycja | Rezultat   | Pozycja  | Rezultat     | Pozycja |
| -------------------------- | -------------------------------------------------------------------------------------------- | ------------ | ------- | ---------- | -------- | ------------ | ------- |
| Bieg na 100 m              | James Dasaolu                                                                                | 10,13        | 22.     | NQ         | NQ       | NQ           | NQ      |
| Bieg na 100 m              | Richard Kilty                                                                                | 10,12        | 20. q   | 10,20      | 20.      | NQ           | NQ      |
| Bieg na 100 m              | Chijindu Ujah                                                                                | 10,05        | 13. Q   | 10,05      | 13.      | NQ           | NQ      |
| Bieg na 200 m              | Zharnel Hughes                                                                               | 20,13        | 3. Q    | 20,14      | 7. Q     | 20,02 (PB)   | 5.      |
| Bieg na 200 m              | Daniel Talbot                                                                                | 20,35        | 20. Q   | 20,27 (PB) | 13.      | NQ           | NQ      |
| Bieg na 400 m              | Jarryd Dunn                                                                                  | 45,49        | 32.     | NQ         | NQ       | NQ           | NQ      |
| Bieg na 400 m              | Rabah Yousif                                                                                 | 45,24        | 24. Q   | 44,54 (PB) | 7. q     | 44,68        | 6.      |
| Bieg na 400 m              | Martyn Rooney                                                                                | 44,45 (PB)   | 6. q    | 45,29      | 20.      | NQ           | NQ      |
| Bieg na 800 m              | Kyle Langford                                                                                | 1:49,78      | 41.     | NQ         | NQ       | NQ           | NQ      |
| Bieg na 800 m              | Michael Rimmer                                                                               | 1:48,70      | 34.     | NQ         | NQ       | NQ           | NQ      |
| Bieg na 1500 m             | Charlie Grice                                                                                | 3:43,21      | 26. Q   | 3:35,58    | 4. Q     | 3:36,21      | 9.      |
| Bieg na 1500 m             | Chris O’Hare                                                                                 | 3:38,43      | 5. Q    | 3:44,36    | 19.      | NQ           | NQ      |
| Bieg na 5000 m             | Mohamed Farah                                                                                | 13:19,44     | 2. Q    | —          | —        | 13:50,38     | złoto   |
| Bieg na 5000 m             | Tom Farrell                                                                                  | 13:45,29     | 19. Q   | —          | —        | 14:08,87     | 15.     |
| Bieg na 10 000 m           | Mohamed Farah                                                                                | —            | —       | —          | —        | 27:01,13     | złoto   |
| Bieg na 110 m przez płotki | Lawrence Clarke                                                                              | 13,61        | 24. q   | 13,53      | 20.      | NQ           | NQ      |
| Bieg na 400 m przez płotki | Niall Flannery                                                                               | 48,90 (SB)   | 6. Q    | 49,17      | 17.      | NQ           | NQ      |
| Bieg na 400 m przez płotki | Jack Green                                                                                   | DNS          | DNS     | NQ         | NQ       | NQ           | NQ      |
| Sztafeta 4 × 100 m         | James Dasaolu James Ellington Harry Aikines-Aryeetey Richard Kilty Adam Gemili Chijindu Ujah | 38,20 (SB)   | 7. Q    | —          | —        | DNF          | DNF     |
| Sztafeta 4 × 400 m         | Jarryd Dunn Rabah Yousif Martyn Rooney Conrad Williams Nigel Levine Delano Williams          | 2:59,05 (SB) | 4. Q    | —          | —        | 2:58,51 (SB) | brąz    |
| Chód na 20 km              | Tom Bosworth                                                                                 | —            | —       | —          | —        | 1:23,58      | 25.     |

#### Konkurencje techniczne
| Konkurencja   | Zawodnik        | Eliminacje | Eliminacje | Finał    | Finał   |
| Konkurencja   | Zawodnik        | Rezultat   | Pozycja    | Rezultat | Pozycja |
| ------------- | --------------- | ---------- | ---------- | -------- | ------- |
| Skok wzwyż    | Robert Grabarz  | 2,26 m     | 18.        | NQ       | NQ      |
| Skok w dal    | Daniel Bramble  | 7,83 m     | 18.        | NQ       | NQ      |
| Skok w dal    | Greg Rutherford | 8,25 m     | 2. Q       | 8,41 m   | złoto   |
| Skok o tyczce | Steven Lewis    | 5,40       | 29.        | NQ       | NQ      |
| Rzut młotem   | Mark Dry        | 73,87 m    | 15.        | NQ       | NQ      |
| Rzut młotem   | Nick Miller     | 77,42 m    | 2. Q       | 72,94 m  | 11.     |

### Kobiety

#### Konkurencje biegowe
| Konkurencja                | Zawodniczka                                                                                        | Runda 1      | Runda 1 | Półfinał     | Półfinał | Finał        | Finał   |
| Konkurencja                | Zawodniczka                                                                                        | Rezultat     | Pozycja | Rezultat     | Pozycja  | Rezultat     | Pozycja |
| -------------------------- | -------------------------------------------------------------------------------------------------- | ------------ | ------- | ------------ | -------- | ------------ | ------- |
| Bieg na 100 m              | Asha Philip                                                                                        | 11,28        | 21. Q   | 11,21        | 20.      | NQ           | NQ      |
| Bieg na 200 m              | Margaret Adeoye                                                                                    | 23,10        | 23. Q   | 23,34        | 24.      | NQ           | NQ      |
| Bieg na 200 m              | Dina Asher-Smith                                                                                   | 22,22 (PB)   | 1. Q    | 22,12 (PB)   | 1. Q     | 22,07 (NR)   | 5.      |
| Bieg na 200 m              | Bianca Williams                                                                                    | 22,85 (SB)   | 10. Q   | 22,87        | 13.      | NQ           | NQ      |
| Bieg na 400 m              | Anyika Onuora                                                                                      | 51,14 (PB)   | 14. q   | 50,87 (PB)   | 11.      | NQ           | NQ      |
| Bieg na 400 m              | Christine Ohuruogu                                                                                 | 51,01        | 11. Q   | 50,16 (SB)   | 4. Q     | 50,63        | 8.      |
| Bieg na 800 m              | Jennifer Meadows                                                                                   | 2:00,70      | 17. q   | 2:00,53      | 22.      | NQ           | NQ      |
| Bieg na 800 m              | Shelayna Oskan-Clarke                                                                              | 2:01,72      | 31. Q   | 1:58,86 (PB) | 9. Q     | 1:58,99      | 5.      |
| Bieg na 800 m              | Lynsey Sharp                                                                                       | 1:58,98 (SB) | 2. Q    | 1:59,33      | 14.      | NQ           | NQ      |
| Bieg na 1500 m             | Laura Muir                                                                                         | 4:05,53      | 5. Q    | 4:07,95      | 3. Q     | 4:11,48      | 5.      |
| Bieg na 1500 m             | Laura Weightman                                                                                    | 4:06,13      | 15. Q   | DNS          | DNS      | NQ           | NQ      |
| Bieg na 5000 m             | Stephanie Twell                                                                                    | 15:34,72     | 13. q   | —            | —        | 15:26,24     | 12.     |
| Bieg na 10000 m            | Kate Avery                                                                                         | —            | —       | —            | —        | 32:16,19     | 15.     |
| Bieg na 100 m przez płotki | Cindy Ofili                                                                                        | 12,97        | 16. Q   | 12,91        | 13.      | NQ           | NQ      |
| Bieg na 100 m przez płotki | Tiffany Porter                                                                                     | 12,73        | 2. Q    | 12,62        | 3. Q     | 12,68        | 5.      |
| Bieg na 400 m przez płotki | Meghan Beesley                                                                                     | 54,52 (PB)   | 3. Q    | 55,41        | 10.      | NQ           | NQ      |
| Bieg na 400 m przez płotki | Eilidh Child                                                                                       | 54,74        | 5. Q    | 54,80        | 7. q     | 54,78        | 6.      |
| Sztafeta 4 × 100 m         | Asha Philip Jodie Williams Bianca Williams Desiree Henry Louise Bloor Daryll Neita                 | 42,48 (SB)   | 5. Q    | —            | —        | 42,10 (NR)   | 4.      |
| Sztafeta 4 × 400 m         | Margaret Adeoye Anyika Onuora Christine Ohuruogu Kirsten McAslan Laviai Nielsen Seren Bundy-Davies | 3:23,90 (SB) | 5. Q    | —            | —        | 3:23,62 (SB) | brąz    |

#### Konkurencje techniczne
| Konkurencja    | Zawodnik                  | Eliminacje  | Eliminacje | Finał        | Finał   |
| Konkurencja    | Zawodnik                  | Rezultat    | Pozycja    | Rezultat     | Pozycja |
| -------------- | ------------------------- | ----------- | ---------- | ------------ | ------- |
| Skok wzwyż     | Morgan Lake               | 1,89 m      | 14.        | NQ           | NQ      |
| Skok wzwyż     | Isobel Pooley             | 1,89 m      | 19.        | NQ           | NQ      |
| Skok w dal     | Katarina Johnson-Thompson | 6,79 m      | 5. Q       | 6,63 m       | 11.     |
| Skok w dal     | Shara Proctor             | 6,68 m      | 11. q      | 7,07 m (NR)  | srebro  |
| Skok w dal     | Lorraine Ugen             | 6,87 m      | 2. Q       | 6,85 m       | 5.      |
| Skok o tyczce  | Holly Bradshaw            | 4,55 m (SB) | 1. q       | 4,70 m (SB)  | 7.      |
| Rzut młotem    | Sophie Hitchon            | 71,07 m     | 8. q       | 73,86 m (NR) | 4.      |
| Rzut oszczepem | Goldie Sayers             | 58,28 m     | 26.        | NQ           | NQ      |

| Siedmiobój         | Siedmiobój         | Siedmiobój | Siedmiobój | Siedmiobój |
| Zawodniczka        | Konkurencja        | Wynik      | Punkty     | Pozycja    |
| ------------------ | ------------------ | ---------- | ---------- | ---------- |
| Jessica Ennis-Hill | Bieg na 100 m p.pł | 12,91      | 1138       | 2.         |
| Jessica Ennis-Hill | Skok wzwyż         | 1,86 (SB)  | 1054       | 2.         |
| Jessica Ennis-Hill | Pchnięcie kulą     | 13,73      | 776        | 15.        |
| Jessica Ennis-Hill | Bieg na 200 m      | 23,42 (SB) | 1037       | 2.         |
| Jessica Ennis-Hill | Skok w dal         | 6,43 (SB)  | 985        | 4.         |
| Jessica Ennis-Hill | Rzut oszczepem     | 42,51      | 716        | 20.        |
| Jessica Ennis-Hill | Bieg na 800 m      | 2:10,13    | 963        | 2.         |
| Razem              | Razem              | Razem      | 6669 (SB)  | złoto      |

| Siedmiobój                | Siedmiobój         | Siedmiobój | Siedmiobój | Siedmiobój |
| Zawodnik                  | Konkurencja        | Wynik      | Punkty     | Pozycja    |
| ------------------------- | ------------------ | ---------- | ---------- | ---------- |
| Katarina Johnson-Thompson | Bieg na 100 m p.pł | 13,37 (PB) | 1069       | 9.         |
| Katarina Johnson-Thompson | Skok wzwyż         | 1,89       | 1093       | 1.         |
| Katarina Johnson-Thompson | Pchnięcie kulą     | 12,47 (PB) | 692        | 30.        |
| Katarina Johnson-Thompson | Bieg na 200 m      | 23,08 (SB) | 1071       | 1.         |
| Katarina Johnson-Thompson | Skok w dal         | NM         | NM         | NM         |
| Katarina Johnson-Thompson | Rzut oszczepem     | 39,52      | 658        | 24.        |
| Katarina Johnson-Thompson | Bieg na 800 m      | 2:50,73    | 456        | 28.        |
| Razem                     | Razem              | Razem      | 5039 (SB)  | 28.        |